# Стьюарт (озеро)
Стьюарт (англ. Stuart Lakee) — озеро в провинции Британская Колумбия (Канада).

## География
Расположено в центральной части провинции, северо-западнее города Принс-Джордж. Высота над уровнем моря 680 метров. Ледостав с середины декабря по середину апреля. Озеро имеет вытянутую форму — длина 95 км, максимальная ширина — 10 км. Одно из крупнейших озёр провинции — его площадь составляет 358 км². Сток из юго-восточной оконечности озера на юго-восток по реке Стьюарт до впадения в реку Нечако, далее по рекам Нечако и Фрейзер в Тихий океан. На юго-восточном берегу озера, у истока реки Стьюарт, находится Форт-Сент-Джеймс — старейшее доныне существующее европейское поселение в Британской Колумбии, основанное в 1806 году Саймоном Фрейзером как фактория Северо-Западной компании.
В водах озера водится налим, радужная и озерная форель. Ежегодно через озеро проходит на нерест в ручьях и речках тихоокеанский лосось.